# اویس ویسی
اویس بن محمد اسکوبی شهرت‌یافته به ویسی (؟ - ۱۶۲۸م) قاضی فلسطینی عثمانی در اسکوب، بالکان بود. او آثاری به عربی نگاشت: مرج البحرین، هدیه المخلصین و تذکزة المخبتین.